# Thomas Churchyard
Thomas Churchyard (Shrewsbury, 1520 circa – Londra, aprile 1604) è stato un militare, poeta e traduttore inglese.

## Biografia
Nacque a Shrewsbury attorno al 1520. Proveniente da una famiglia di umili origini, riuscì ad entrare alla corte di Henry Howard, conte di Surrey, che lo introdusse al mondo della poesia e di cui più tardi imitò lo stile poetico. Presto tuttavia si stancò della vita di corte, divenendo soldato di ventura e combattendo in tutte le principali guerre del periodo, dal conflitto anglo-scozzese del brutale corteggiamento per poi passare sul continente al servizio di Carlo V d'Asburgo.
Dopo anni di combattimenti e alterne fortune, venne catturato dalle truppe francesi ma rilasciato dopo la firma della pace di Cateau-Cambrésis, promettendo di pagare il proprio riscatto una volta tornato in Inghilterra. Al sicuro in patria tuttavia ripudiò l'accordo, tentando poi di entrare alla corte di Elisabetta I d'Inghilterra. Ignorato dalla regina, fu costretto a riprendere la via delle armi ed entrò al servizio di Guglielmo I d'Orange. Continuò a viaggiare regolarmente tra l'Inghilterra e il continente, finché attorno al 1573 si stabilì definitivamente in patria.
Nel 1575 pubblicò il suo primo volume di poesie, The firste parte of Chuchyarde's Chippes, seguito nel 1579 dal Churchyarde's Choise. In questo periodo iniziò anche corpose traduzioni in lingua inglese dal latino, segnatamente lavori di Ovidio e Plinio il Giovane. Nel 1580 si trovava a Londra, e fu diretto testimone del forte terremoto che il 6 aprile interessò La Manica, fornendone un vivo e dettagliato resoconto. Poco dopo alcuni passaggi del Choise risultarono sgraditi alla regina Elisabetta I, e temendo una condanna per tradimento il poeta fuggì nel regno di Scozia, dove rimase alcuni anni.
Nel 1584 rientrò in Inghilterra ed ottenne il perdono della regina, che nel 1593 gli concesse una pensione. Durante la tarda età elisabettiana era considerato fonte d'ispirazione dagli artisti contemporanei, che lo riverivano e celebravano. Morì nell'aprile 1604, poco dopo l'ascesa di Giacomo I d'Inghilterra, e venne sepolto nella chiesa di Santa Margherita il 4 dello stesso mese.